# 开映射定理 (复分析)
复分析中的开映射定理內容如下：若U是複平面C的區域，且f : U → C 是非定值的全纯函数，則f為開映射（可以將U內的開集映射到C內的的開集）。